# E485 (Ecuador)
De E485 of Vía Colectora Daule-T de Baba (Verzamelweg Daule-T de Baba) is een secundaire nationale weg in Ecuador. De weg loopt van Daule naar San Juan en is 64 kilometer lang.